# Piptadenia latifolia
Piptadenia latifolia är en ärtväxtart som beskrevs av George Bentham. Piptadenia latifolia ingår i släktet Piptadenia och familjen ärtväxter. Inga underarter finns listade i Catalogue of Life.